# 1737 w muzyce
Wydarzenia muzyczne w 1737 roku.

## Dzieła
- Jan Dismas Zelenka – Ave Regina coelorum (6 części)
- Jan Dismas Zelenka – Il Diamante (serenata)

## Dzieła operowe
- Jean-Philippe Rameau – Kastor i Polluks

## Urodzili się
- 9 marca – Josef Mysliveček, czeski kompozytor (zm. 1781)
- 14 września – Michael Haydn, austriacki kompozytor, młodszy brat Josepha Haydna (zm. 1806)
- 22 października – Vincenzo Manfredini, włoski kompozytor (zm. 1799)

## Zmarli
- 30 maja – Jean-Claude Gillier, francuski kompozytor epoki baroku (ur. 1667)
- 22 września
  - Francesco Mancini, włoski kompozytor i organista, przedstawiciel szkoły neapolitańskiej w muzyce (ur. 1672)
  - Michel Pignolet de Montéclair, francuski kompozytor i teoretyk muzyki (ur. 1667)
- 18 grudnia – Antonio Stradivari, włoski lutnik (ur. 1643 lub 1644)